# Pitcairnia valerii
Pitcairnia valerii là một loài thực vật có hoa trong họ Bromeliaceae. Loài này được Standl. miêu tả khoa học đầu tiên năm 1927.